# Sainte-Bazeille
Sainte-Bazeille è un comune francese di 3 154 abitanti situato nel dipartimento del Lot e Garonna nella regione della Nuova Aquitania.

## Società

### Evoluzione demografica
Abitanti censiti